# Dolophones notacantha
Dolophones notacantha är en spindelart som först beskrevs av Jean René Constant Quoy och Gaimarg 1824.  Dolophones notacantha ingår i släktet Dolophones och familjen hjulspindlar.
Artens utbredningsområde är New South Wales. Inga underarter finns listade i Catalogue of Life.